# Kameanska Sloboda, Novhorod-Siverskîi
Kameanska Sloboda (în ucraineană Кам'янська Слобода) este localitatea de reședință a comunei Kameanska Sloboda din raionul Novhorod-Siverskîi, regiunea Cernihiv, Ucraina.

## Demografie
Componența lingvistică a localității Kameanska Sloboda
     Rusă (95,37%)
     Ucraineană (4,63%)
Conform recensământului din 2001, majoritatea populației localității Kameanska Sloboda era vorbitoare de rusă (95,37%), existând în minoritate și vorbitori de ucraineană (4,63%).